# Ravelin
En ravelin er en halvmåneformet eller triangulær fæstningsvold, der er placeret ud for en fæstnings kurtiner (fæstningsvold mellem to bastioner), ofte som en ø i en voldgrav. Afstanden og højden er typisk sådan anbragt, at man fra fæstningens bastioner kan skyde over den imod angribere. Normalt er den lav imod fæstningen og skråner op udadtil, således at den er svær at forcere udefra og ikke giver ly for angribere, og hvis den må forlades af forsvaret, kan den let beskydes fra fæstningen.
I forbindelse med bygningen af det nye kulturområde i Helsingør er der bl.a. planer om at genopføre en moderne udgave af Jobst von Scholtens ravelin ved Kronborg.